# Cornu coccygeum

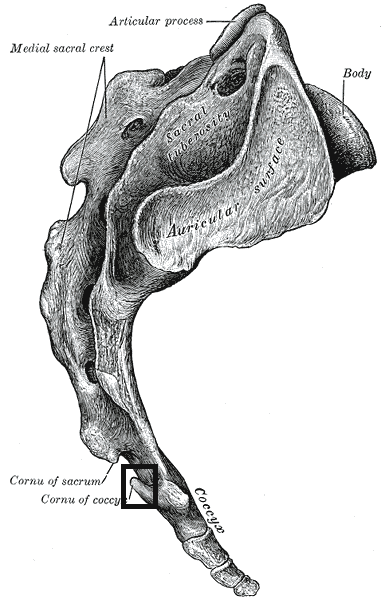
A kereszt- és a farokcsont (a fekete négyzet jelöli az apró núlványt)

A cornu coccygeum (ez egy szarv) a farokcsonton (os coccygis) található. Két felfelé álló nyúlvány ami a keresztcsonttal (os sacrum) van kapcsoltban.